# ゴバ文字
ゴバ文字（中国語: 哥巴文、ナシ語: ɡə31ba31the33ɤɯ33、「弟子の文字」を意味する）は、ナシ族が使用していた文字のひとつである。ナシ族のもう一つの文字であるトンバ文字とは異なり、ゴバ文字は音節文字の一種である。ゴバ文字がいつ作られたかはわかっていない。この文字がトンバ文字より後に作られ、ゴバ文字とは「トンバ文字の弟子」という意味だと主張する学者もあるが、別な学者はトンバ文字よりゴバ文字の方が古いと考えている。
ゴバ文字の字形は主にトンバ文字と漢字が変化したものであり、500文字前後が存在する。
ゴバ文字は1文字が1音節を表し、筆画は簡単である。左から右に横書きされる。声調は表示されず、字体が一定でなく、同じ音が異なる字で表されたり、同じ字が異なる音を表したりする現象があるため、完全に理解するのは難しい。使用される地理的範囲は比較的狭く、麗江市と維西リス族自治県の一部でのみ行われる。